# Адолф I (Анхалт)
Адолф I фон Анхалт-Кьотен (на немски: Adolf von Anhalt-Köthen; † 28 август 1473 в Цербст) от род Аскани е княз на Анхалт-Кьотен (1423–1473).
Той е най-възрастният син на княз Албрехт IV († 1423) и първата му съпруга Елизабет фон Мансфелд († 1403), дъщеря на граф Гебхард III фон Мансфелд.
Брат е на Валдемар V († 1436) и полубрат на
Албрехт VI († 1475). 
След смъртта на баща му през 1423 г. той го последва като княз на Анхалт-Кьотен заедно с брат си Валдемар V като съ-княз. Той се съюзява през 1471 г. с княз Георг I фон Анхалт-Цербст.

## Фамилия
Адолф се жени в Рупин на 2 ноември 1442 г. за Кордула фон Линдов-Рупин († 1 юни 1508), дъщеря на Албрехт III, граф на Линдов-Рупин. Адолф и съпругата му имат шест деца: 
1. Анна († 1 Аугуст 1485), абатеса в Деренбург.
2. Магдалена († сл. 1481), монахиня в Кведлинбург (1481).
3. Бернхард (умира млад).
4. Мелхиор (умира млад).
5. Магнус (* 1455, † октомври 1524), княз на Анхалт-Кьотен (1475–1508), каноник в Магдебург 1455.
6. Виллелм (* 1457, † Марбург, 29 август 1504), францискански монах
7. Адолф II (* 16 октомври 1458, † Мерзебург, 24 март 1526), княз на Анхалт-Кьотен (1475–1508), епископ на Мерзебург 1514.